# Горичник олений
Гори́чник оле́ний (лат. Peucédanum cervária), или оле́нник Риви́ниуса, — травянистое растение семейства Зонтичные.

## Описание
Многолетнее травянистое растение с одиночным прямостоячим маловетвистым стеблем до 1,5 м высотой, в основании достигающим 5—10 мм в диаметре. В верхней части стебель бороздчатый, в нижней бороздки становятся малозаметными.
Листья плотные, в очертании яйцевидные до треугольных, дважды — трижды перисто- и тройчаторассечённые, до 50 см длиной и до 20 см шириной. Черешки длинные, с тупыми рёбрами, с верхней стороны с небольшой выемкой. Сегменты листа первого порядка на черешочках, сегменты наивысшего порядка сверху зелёные, снизу светло-зелёные, 1,5—5 см длиной и 1,5—3,5 см шириной, по краям с крупными острыми зубцами.
Соцветия — сложные зонтики с 11—30 неравными лучами. Обёртка представлено 5—7 узколинейными неравными листочками, по краю плёнчатыми и реснитчатыми. Зонтички с 10—15 цветками, обёрточки их из 5—8 шиловидных листочков, при цветении отклоняющихся книзу. Чашечка с тупыми зубцами. Венчик белый или зеленоватый, на верхушке оттянутые и вогнутые.
Вислоплодники голые, овальные до почти округлых, 4—6 мм длиной и 2,5—4,5 мм шириной. Стилодии при плодах расходящиеся, короткие.

## Распространение
Произрастает на светлых сухих участках земли, на опушках широколиственных лесов, обычно с близким залеганием карбонатных пород.